# Thüngen
Thüngen er en købstad (markt) i Landkreis Main-Spessart i regierungsbezirk Unterfranken i den tyske delstat Bayern. Den er en del af Verwaltungsgemeinschaft Zellingen.

## Geografi
Thüngen ligger i Region Würzburg, 25 km nord for Würzburg og 30 km vest for Schweinfurt, i den nordlige del af landskabet Maindreieck ved floden Wern.